# 鳥居智男
鳥居 智男（とりい ともお、1973年5月20日 - ）は石川県金沢市出身の日本の柔道家。66kg級及び73kg級の選手。身長170cm。六段。東海大学大学院出身。

## 人物
柔道は5歳の時に始めた。ロンドンオリンピック柔道57kg級金メダリストの松本薫と同じ岩井柔道塾出身。紫綿台中から石川県立工業高校に進むと、3年の時にはインターハイの軽中量級に出場するが、決勝トーナメント2回戦で東海大第五高校の中村兼三に判定で敗れて5位に終わった。東海大学進学後、4年の時には正力杯65kg級で優勝を飾った。
卒業後は上組所属になると、1997年から実業個人で3連覇を飾った。なお、この大会は2006年からも4連覇を飾っており、計7回の優勝を果たすことになった。1998年には横浜そごう所属に変わり、講道館杯66kg級でも初優勝を飾ると、以降この大会では2006年からの3連覇を含めて計7回の優勝を数えることになった。1999年の体重別66kg級決勝では、この階級で長年に渡って代表として活躍してきた大学の1年先輩である中村行成に挑むものの、判定で敗れて世界選手権代表にはなれなかった。2000年の体重別決勝でも中村に判定で敗れてシドニーオリンピック代表にはなれなかった。
その後、了徳寺学園所属に変わると、2001年4月の体重別決勝でも中村に一本背負投で技ありを取られて敗れ、三度世界代表の座を逃した。しかし、5月に大阪で開催された東アジア大会には出場して優勝を飾った。2002年の体重別決勝では小見川道浩を判定で破り今大会初優勝を飾ったものの、釜山アジア大会代表には選出されなかった。しかし、ワールドカップ団体戦では準決勝のフランス戦のみの出場となったが一本勝ちして、優勝メンバーの一員として名を連ねることになった。2003年1月には嘉納杯で優勝するものの、4月の体重別では初戦で天理大学の村上嘉広に効果で敗れるが、30歳にして初の世界選手権代表に選ばれた。9月に大阪で開催された世界選手権では、準々決勝で元世界チャンピオンであるフランスのラルビ・ベンブダウに引込返で敗れると、敗者復活戦でも敗れて7位に終わった。続く11月の講道館杯では60kg級から階級を上げてきた内柴正人に指導3で敗れた。2004年2月にはフランス国際で優勝を果たすが、4月の体重別決勝で内柴に効果で敗れてアテネオリンピック代表には選出されなかった。
以降も一定の活躍を続けて、2007年には講道館杯で優勝するが、2008年4月の体重別準決勝でまたも内柴に効果で敗れて3位に終わり、北京オリンピック代表の座には至らなかった。続く11月の講道館杯では35歳にして史上最多となる7度目の優勝を飾ったものの、2009年1月のワールドカップ・トビリシにおいて体重オーバーで失格になると、その失態により強化選手を外されて、出場予定だった2月のグランプリ・ハンブルク及び4月の体重別への出場も取り消された。その後、階級を73kg級に上げると、8月の実業個人でこちらも史上最多となる7度目の優勝を飾った。
2011年には了徳寺学園を辞めて、有限会社S.T.O所属となり実業個人で2位となった。2012年には関西医療学園専門学校柔道整復学科に入学すると、7月にはサンボの全日本選手権74kg級に出場して優勝を飾った。11月にはベラルーシのミンスクで開催されたサンボの世界選手権に出場するものの5位に終わり、メダルを獲得するまでには至らなかった。その後、日本エースサポートの所属となった。2016年には総合格闘技道場の京都政拳会内において鳥居道場を開設した。また、ブラジリアン柔術にも習っていて、2016年3月に茶帯を所得した。2017年には中国北京柔道協会の監督に就任した。

## 得意技
組み手は左組み。高校時代から新技の技術開発に熱心に取り組み、編み出した技は「200や300じゃきかない」という。背負投だけでも20ほどのバージョンがあると語っている。「またぎ十字」(「鳥居十字」)と名付けられた内股から腕挫十字固への連絡技には特に自信を持っている。東海大学の3年先輩であり、了徳寺学園時代に監督を務めていた山田利彦によれば、鳥居は大学時代から疑問に思ったことは率先して聞きに来る探究心旺盛な選手だったという。

## 主な戦績
- 1991年　- インターハイ　軽中量級　5位

65kg級での戦績
- 1991年 - 全日本ジュニア　5位
- 1992年　- 正力杯　5位
- 1992年 - 全日本ジュニア　5位
- 1993年　- 全日本ジュニア　2位
- 1994年4月　-講道館杯　2位
- 1994年 - 体重別　3位
- 1994年　- 正力杯　5位
- 1994年12月　- 講道館杯　5位
- 1995年　- ハンガリー国際　3位
- 1995年 - チェコ国際　3位
- 1995年 - 正力杯　優勝
- 1995年　- 講道館杯　3位
- 1996年　- 正力国際　3位
- 1996年　- 体重別　3位
- 1996年 - アジア柔道選手権大会　2位
- 1997年　- 実業個人　優勝

66kg級での戦績
- 1998年　- 実業個人　優勝
- 1998年　- 講道館杯　優勝
- 1999年　- 嘉納杯　3位
- 1999年 - オーストリア国際　3位
- 1999年 - ドイツ国際　3位
- 1999年　- 体重別　2位
- 1999年　- 実業個人　優勝
- 1999年　- 講道館杯　優勝
- 2000年　- ドイツ国際　優勝
- 2000年　- 体重別　2位
- 2001年　- ハンガリー国際　優勝
- 2001年 - チェコ国際　5位
- 2001年　- 体重別　2位
- 2001年 - 東アジア大会　優勝
- 2001年　- 実業個人　3位
- 2001年　- 講道館杯　3位
- 2002年　- 日本国際柔道大会　3位
- 2002年 - ロシア国際　優勝
- 2002年 - エストニア国際　3位
- 2002年　- 体重別　優勝
- 2002年 - ワールドカップ団体戦　優勝
- 2002年　- 講道館杯　優勝
- 2003年　- 嘉納杯　優勝
- 2003年 - 世界選手権　7位
- 2003年　- 講道館杯　2位
- 2003年 - ロシア大統領杯　団体戦　優勝
- 2004年　- フランス国際　優勝
- 2004年　- 体重別　2位
- 2004年　- 講道館杯　優勝
- 2006年 - ロシア国際　5位
- 2006年 - 実業個人　優勝
- 2006年　- 講道館杯　優勝
- 2007年　- グルジア国際　3位
- 2007年　- 体重別　3位
- 2007年 - 実業個人　優勝
- 2007年　- 講道館杯　優勝
- 2008年　- 体重別　3位
- 2008年 - 実業個人　優勝
- 2008年　- 講道館杯　優勝
- 2008年 - 韓国国際　2位

73kg級での戦績
- 2009年　- 実業個人　優勝
- 2010年　- 実業個人　2位
- 2011年　- 実業個人　2位
- 2013年　- 実業個人　3位

(出典、JudoInside.com)。

## DVD
- 鳥居智男 インテリジェンス柔道 上巻　クエスト ASIN B005GT3VNS
- 鳥居智男 インテリジェンス柔道 下巻　クエスト ASIN B003VFGA9G